# Бартошевич, Осип Егорович
Осип Егорович Бартошевич (?—1870) — доктор медицины

## Биография
После окончания Санкт-Петербургской медико-хирургической академии, служил сначала в Виленской губернии, затем в витебской врачебной управе и наконец, инспектором врачебных управ: псковской (1857—1859) и волынской (1859—1869). Ему принадлежит диссертация: "De laryngitide pscudomembranacea" (СПб., 1847). Впервые на территории современной Беларуси он провёл 8 марта 1847 года в Витебске операцию под эфирным наркозом.
Умер 27 апреля (9 мая) 1870 года.